# Friedrich von Proeck
Friedrich von Proeck (* 1640 auf Koppershagen, Kreis Wehlau; † 28. Dezember 1721 in Allenburg) war ein deutscher und kurbrandenburger Generalwachtmeister der Infanterie sowie Erbherr auf Koppershagen und Wommern sowie Amtshauptmann von Ragnit.
Seine Eltern waren Johann Georg von Proeck († 1655) und dessen Ehefrau Anna Dorothea Thiesel von Taltitz aus dem Haus Powayen.
Er ging 1672 als Volontär in brandenburgische Dienste. Während des Nordischen Krieges in den Jahren 1672 bis 1679 gegen die Franzosen und Schweden nahm er an der Schlacht bei Fehrbellin teil. Am 26. Oktober 1678 wurde er Oberstleutnant, dazu erhielt er aber nur eine Kompanie. Am 1. Januar 1686 wurde er Oberst und am 29. Dezember 1685 wurde er mit seiner Kompanie dem Regiment des Prinzen Heinrich von Sachsen zugeordnet. Er gehörte zum brandenburger Kontingent, das im Großen Türkenkrieg nach Ungarn geschickt wurde. Bei diesem Feldzug konnte er sich bei der Belagerung von Ofen auszeichnen. Am 16. April 1691 wurde er dem Regiment Flemming zugeordnet. Am 2. Februar 1701 erhielt er seine Demission als Generalwachtmeister der Infanterie. 
Er starb am 28. Dezember 1721 in Allenburg und wurde auch dort beigesetzt.

## Familie
Er war verheiratet und hatte wenigstens zwei Kinder:
- Friedrich David († 1753), Amtshauptmann von Ragnit ⚭ Constantina von Cölmer aus Danzig. Ein Sohn aus dieser Ehe war der  preußische Leutnant und Landrat Friedrich Eduard von Proeck (* 1714; † um 1777).[1]
- Dorothea Charlotte († 6. Juni 1750) ⚭ 1704 Adam Christoph von Wallenroth (* 1680; † 1. April 1741), Sohn von Adam Christoph von Wallenrodt